# George Barrett
George Edward Barrett (* 19. Oktober 1927 in Nashville, Tennessee; † 26. August 2014) war ein US-amerikanischer Rechtsanwalt, der sich für die Durchsetzung der amerikanischen Bürgerrechte, die Beendigung der Rassentrennung (Segregation) im Erziehungswesen, insbesondere an Universitäten, und für die Wahrnehmung von Arbeitnehmerrechten einsetzte.
The Citizen, wie er genannt wurde, vertrat Afroamerikaner, die ihre Bürgerrechte einklagten, Gewerkschafter, Anti-Kriegs-Demonstranten vor Gericht – auch dann, wenn sich die Verhandlungen (wie im Fall Rita Sanders Geier et al. vs. University of Tennessee et al.) über viele Jahre hinzogen und eine positive Entscheidung erst nach Jahrzehnten erreicht werden konnte.

## Leben und Wirken
George Edward Barrett wurde als Sohn von George E. Barrett und dessen Frau Annie (geb. Conroy), einer Familie irischer Herkunft, geboren.
Gemeinsam mit seinen drei Schwestern wurde er in katholischem Glauben erzogen.
Er besuchte zunächst die Holy Name School, dann die Father Ryan High School. Nach seinem Abschluss im Jahre 1945 ging er zum Spring Hill College in Mobile, (Alabama), das er im Jahre 1952 mit einem Bachelor in Geschichte (BSS) abschloss.
1953 folgten Diplome in Ökonomie und Politologie am Plater Catholic Workers College in Oxford (England).
1957 schloss er seine Studienzeit mit einem mit einem Juris Doctor (JD) an der Law School der Vanderbilt University in Nashville ab.
Nach seiner Zulassung als Anwalt (admitted into the Tennessee Bar), arbeitete er zunächst für die (1952 gegründete) Anwaltsfirma von Cecil D. Branstetter (1920–2014) (heute: Branstetter, Stranch & Jennings, PLLC, Nashville), um dann – gemeinsam mit Douglas S. Johnston, Jr. – eine eigene Anwaltskanzlei – (heute: Barrett, Johnston, Martin & Garrison LLC, Nashville) – in Nashville zu gründen.
In Folge spezialisierte er sich auf Bürgerrechtsfälle, arbeitsrechtliche Auseinandersetzungen, Tarifstreitigkeiten, Gerichtsverfahren wegen Versicherungsbetrügereien/Wertpapierbetrug und verfassungsrechtliche Klagen.

## Weblink
- Nachruf@nytimes.com (mit Abb.)